# 아벨 군
군론에서 아벨 군(Abel群, 영어: abelian group) 또는 가환군(可換群, 영어: commutative group)은 교환 법칙이 성립하는 군이다. 정수환 위의 가군으로 생각할 수 있다.

## 정의
아벨 군은 다음과 같은 두 가지 방법으로 정의할 수 있다.
- 아벨 군은 모든 {\displaystyle g,h\in G}에 대하여 {\displaystyle g+h=h+g}인 군 {\displaystyle (G,+)}이다.
- 아벨 군은 정수환 {\displaystyle \mathbb {Z} } 위의 가군 {\displaystyle (G,+,n\cdot _{n\in \mathbb {Z} })}이다.

두 정의는 서로 동치이다. 교환 법칙을 만족시키는 군 {\displaystyle (G,+)}이 주어졌다면, 여기에
{\displaystyle n\cdot g={\begin{cases}\overbrace {g+g+\cdots +g} ^{n}&n>0\\(-n)\cdot (-g)&n<0\\0&n=0\end{cases}}\qquad \forall n\in \mathbb {Z} ,\;g\in G}
와 같이 정수환의 작용을 정의할 수 있다. 반대로, 정수환 위의 가군 {\displaystyle (G,+,n\cdot _{n\in \mathbb {Z} })}이 주어졌다면, 정수환의 작용을 잊으면 {\displaystyle (G,+)}는 가환 법칙을 만족시키는 군을 이룬다.

### 생성 집합
아벨 군 {\displaystyle G}의 생성 집합(生成集合, 영어: generating set) {\displaystyle S\subset G}은 다음 조건을 만족시키는 부분 집합이다.
- 임의의 {\displaystyle g\in G}에 대하여, 다음 두 조건을 만족시키는 함수 {\displaystyle n\colon S\to \mathbb {Z} }가 존재한다.
  - {\displaystyle \{s\in S\colon n(s)\neq 0\}}은 유한 집합이다.
  - {\displaystyle g=\sum _{s\in S}n(s)s}이다.

{\displaystyle G}의 최소 생성 집합(最小生成集合, 영어: minimal generating set)은 생성 집합 가운데, 집합의 크기가 가장 작은 것이다. 최소 생성 집합이 유한 집합인 아벨 군을 유한 생성 아벨 군(有限生成Abel群, 영어: finitely generated abelian group)이라고 한다.

### 계수
아벨 군 {\displaystyle G}의 일차 독립 부분 집합(一次獨立部分集合, linearly independent subset) {\displaystyle A=\{a_{i}\}_{i\in I}\subset G}는 그 합이 0인 선형 결합이 자명한 선형 결합밖에 없는 부분 집합이다. 즉, {\displaystyle n=(n_{i})_{i\in I}}가 유한개의 성분들만 0이 아닌 {\displaystyle |I|}개 음이 아닌 정수들의 순서쌍이라고 하면,
{\displaystyle \sum _{i\in I}n_{i}a_{i}=0}
일 필요충분조건은 {\displaystyle n=0}인 경우다.
아벨 군 {\displaystyle G}의 계수(階數, 영어: rank) {\displaystyle \operatorname {rank} G}는 다음과 같이 두 가지 방법으로 정의될 수 있는 기수이다.
- {\displaystyle \operatorname {rank} G}는 {\displaystyle G}의 일차 독립 부분집합들의 집합의 크기들의 최댓값이다.
- {\displaystyle \operatorname {rank} G=\dim _{\mathbb {Q} }G\otimes \mathbb {Q} }이다. 여기서 {\displaystyle \otimes }는 아벨 군의 텐서곱이다.

따라서, 유리수 위의 벡터 공간의 경우, 아벨 군으로서의 계수는 유리수 위의 벡터 공간으로서의 차원과 같다.

### 높이
아벨 군 {\displaystyle G}의 원소 {\displaystyle g\in G} 및 소수 {\displaystyle p}가 주어졌을 때, {\displaystyle g}의 {\displaystyle p}-높이(영어: {\displaystyle p}-height) {\displaystyle \operatorname {ht} _{p}(g)\in \mathbb {N} \cup \{\infty \}}는 다음과 같다.
{\displaystyle \operatorname {ht} _{p}(g)=\sup\{n\in \mathbb {N} \colon \exists h\in G\colon p^{n}h=g\}\in \mathbb {N} \cup \{\infty \}}

### 직접곱과 직합
아벨 군들의 집합 {\displaystyle \{G_{i}\}_{i\in I}}이 주어졌다면, 직접곱
{\displaystyle \prod _{i\in I}G_{i}}
를 정의할 수 있다. 이는 군의 직접곱의 특수한 경우이며, 아벨 군들의 직접곱은 항상 아벨 군을 이룬다.
아벨 군들의 집합 {\displaystyle \{G_{i}\}_{i\in I}}이 주어졌다면, 직합
{\displaystyle \bigoplus _{i\in I}G_{i}}
를 정의할 수 있다. 이는 가군의 직합의 특수한 경우이다. 직합은 직접곱의 부분군이다.
{\displaystyle \bigoplus _{i\in I}G_{i}\subseteq \prod _{i\in I}G_{i}}
만약 {\displaystyle I}가 유한 집합이라면 직합은 직접곱과 같으나, 무한 집합이라면 직합은 직접곱의 진부분 집합이다.
임의의 크기의 집합 {\displaystyle I}에 대하여 다음이 성립한다.
{\displaystyle \operatorname {rank} \left(\bigoplus _{i\in I}G_{i}\right)=\sum _{i\in I}\operatorname {rank} G_{i}}
여기서 우변은 기수의 합이다.

### 텐서곱
아벨 군들의 집합 {\displaystyle \{G_{i}\}_{i\in I}}이 주어졌다면, 텐서곱
{\displaystyle \bigotimes _{i\in I}G_{i}}
을 취할 수 있다. 이는 가군의 텐서곱의 특수한 경우다.

## 성질

### 군론적 성질
다음과 같은 포함 관계가 성립한다.
순환군 ⊊ 아벨 유한군 ⊊ 유한 생성 아벨 군 ⊊ 아벨 군 ⊊ 데데킨트 군 ⊊ 멱영군 ⊊ 가해군 ⊊ 군
특히, 모든 아벨 군은 데데킨트 군이므로, 아벨 군의 모든 부분군은 정규 부분군이다.
아벨 군들의 직접곱은 아벨 군이다. 아벨 군의 부분군은 아벨 군이다. 그러나 아벨 군의 자유곱은 아벨 군이 아니다.
유한 생성 아벨 군의 유한 개의 직합은 유한 생성 아벨 군을 이룬다.
모든 아벨 유한군은 유한 생성 아벨 군이며, 계수가 0이다.
모든 아벨 군 {\displaystyle G}에 대하여, {\displaystyle G}의 계수는 {\displaystyle G}의 최소 생성 집합의 크기보다 같거나 작고, {\displaystyle G}의 최소 생성 집합의 크기는 {\displaystyle G}의 크기보다 같거나 작다.
아벨 군 가운데 단순군인 것은 소수 크기의 순환군 {\displaystyle \mathbb {Z} /p}밖에 없다.

### 가군론적 성질
아벨 군은 정수환 위의 가군이므로, 가군론을 적용할 수 있다. 가군론적 각종 성질은 아벨 군의 성질에 다음과 같이 대응한다.
| 가군의 성질    | 아벨 군의 성질                                                  |
| -------------- | --------------------------------------------------------------- |
| 자유 가군      | 자유 아벨 군 (정수환이 주 아이디얼 정역이기 때문)               |
| 사영 가군      | 자유 아벨 군 (정수환이 주 아이디얼 정역이기 때문)               |
| 평탄 가군      | 꼬임 없는 아벨 군 (정수환이 데데킨트 정역이기 때문)             |
| 꼬임 없는 가군 | 꼬임 없는 아벨 군 (정수환이 데데킨트 정역이기 때문)             |
| 단사 가군      | 나눗셈군                                                        |
| 유한 생성 가군 | 유한 생성 아벨 군                                               |
| 단순 가군      | 아벨 단순군 = 소수 크기의 순환군 {\displaystyle \mathbb {Z} /p} |

아벨 군 {\displaystyle G}의 (정수환 위의 가군으로서의) 크룰 차원은 다음과 같다.
{\displaystyle m={\begin{cases}\inf\{n\in \mathbb {Z} ^{+}\colon nG=0\}\in \mathbb {Z} ^{+}&\exists n\in \mathbb {Z} ^{+}\colon nG=0\\0&\nexists n\in \mathbb {Z} ^{+}\colon nG=0\end{cases}}}
라고 하자. 그렇다면 {\displaystyle G}의 크룰 차원은 {\displaystyle \mathbb {Z} /(m)}의 크룰 차원과 같다. 즉, {\displaystyle m=0}일 경우 {\displaystyle G}의 크룰 차원은 1이며, {\displaystyle m=1}인 경우 {\displaystyle G}의 크룰 차원은 {\displaystyle -\infty }이며, 0 또는 1이 아닌 경우 {\displaystyle G}의 크룰 차원은 0이다.
아벨 군 {\displaystyle G}의 (정수환 위의 가군으로서의) 길이는 그 합성열(영어: composition series)의 최대 길이와 같다. 예를 들어, 아벨 유한군 {\displaystyle \mathbb {Z} /(n)}의 길이는 {\displaystyle n}의 소인수 분해가
{\displaystyle n=\prod _{i}p_{i}^{n_{i}}}
일 때 {\displaystyle \sum _{i}n_{i}}이다. 무한 순환군 {\displaystyle \mathbb {Z} }의 길이는 무한대이다.
정역 {\displaystyle R} 위의 가군의 계수는 {\displaystyle \operatorname {rank} M=\dim _{\operatorname {Frac} R}M\otimes _{R}\operatorname {Frac} R)}이다. 여기서 {\displaystyle \operatorname {Frac} R}는 {\displaystyle R}의 분수체를 뜻하며, {\displaystyle \dim _{\operatorname {Frac} R}}는 분수체 위의 벡터 공간으로서의 차원이다. 이 경우, 아벨 군의 가군론적 계수는 아벨 군으로서의 계수와 같다.

### 대수기하학적 성질
아벨 군은 정수환 위의 가군이다. 대수기하학적으로, 정수환의 스펙트럼은 다음과 같이, 소수 주 아이디얼을 닫힌 점으로 하는 1차원 스킴이다.
가환환 위의 가군은 가환환의 스펙트럼 위의 가군층을 이룬다. 즉, 아벨 군은 정수환의 스펙트럼 {\displaystyle \operatorname {Spec} \mathbb {Z} } 위의 층으로 생각할 수 있다. 이 경우, 유한 생성 아벨 군
{\displaystyle G=\bigoplus _{{\mathfrak {p}}\in \operatorname {Spec} \mathbb {Z} }\sum _{k=1}^{\infty }(\mathbb {Z} /{\mathfrak {p}}^{k})^{\oplus n({\mathfrak {p}}^{k})}}
의 지지 집합은
{\displaystyle \{{\mathfrak {p}}\in \operatorname {Spec} \mathbb {Z} \colon \exists k\colon n({\mathfrak {p}}^{k})\neq 0\}}
이다. 가군층의 직합 및 텐서곱은 아벨 군의 직합 및 텐서곱과 같다. 아벨 군 {\displaystyle G}의, 닫힌 점 {\displaystyle (p)} 위에서의 가군층의 올은 유한체 {\displaystyle \mathbb {F} _{p}} 위의 벡터 공간
{\displaystyle G\otimes _{\mathbb {Z} }\mathbb {F} _{p}\cong \mathbb {F} _{p}^{\oplus (n(0)+\sum _{k}n(p^{k}))}}
이며, 일반점 {\displaystyle (0)} 위에서의 가군층의 올은 유리수 위의 벡터 공간
{\displaystyle G\otimes _{\mathbb {Z} }\mathbb {Q} \cong \mathbb {Q} ^{\oplus n(0)}}
이다. 즉, 일반점 위에서의 가군층의 차원은 아벨 군의 계수와 같다.
예를 들어, 순환군 {\displaystyle \mathbb {Z} /m}의 지지 집합은 {\displaystyle m}의 소인수들이다. 만약 {\displaystyle \mathbb {Z} /m} 및 {\displaystyle \mathbb {Z} /n}이 주어졌을 때, 두 아벨 군의 텐서곱은
{\displaystyle \mathbb {Z} /\gcd\{m,n\}}
이 된다. 특히, {\displaystyle m}과 {\displaystyle n}이 서로소라면 이는 자명군이 된다. 기하학적으로, 이는 {\displaystyle \mathbb {Z} /m\otimes \mathbb {Z} /n}의 지지 집합은 {\displaystyle \mathbb {Z} /m}의 지지 집합과 {\displaystyle \mathbb {Z} /n}의 지지 집합의 교집합이 되기 때문이다. 두 지지 집합이 겹치지 않는다면, 텐서곱이 항상 0이 된다.

### 호몰로지 대수학적 성질
아벨 군을 정수환 위의 가군으로 간주하였을 때, 사영 가군은 자유 아벨 군이며, 단사 가군은 나눗셈군이다.
임의의 아벨 군 {\displaystyle G}는 자유 아벨 군 {\displaystyle F}의 몫군 {\displaystyle F/N}으로 나타낼 수 있다.
{\displaystyle 0\to N\to F\to G\to 0}
또한, 자유 아벨 군의 모든 부분군은 자유 아벨 군이므로, 이는 길이가 1인 사영 분해를 이룬다. 따라서, 아벨 군 {\displaystyle G}의 사영 차원은 다음과 같다.
- {\displaystyle G}가 자유 아벨 군일 경우, {\displaystyle \operatorname {pd} _{\mathbb {Z} }G=0}
- {\displaystyle G}가 자유 아벨 군이 아닐 경우, {\displaystyle \operatorname {pd} _{\mathbb {Z} }G=1}

마찬가지로, 임의의 아벨 군 {\displaystyle G}은 어떤 나눗셈군 {\displaystyle D}의 부분군으로 나타낼 수 있다.
{\displaystyle 0\to G\to D\to Q}
또한, 나눗셈군의 몫군은 역시 나눗셈군이므로, 이는 길이가 1인 단사 분해를 이룬다. 따라서, 아벨 군 {\displaystyle G}의 단사 차원은 다음과 같다.
- {\displaystyle G}가 나눗셈군일 경우, {\displaystyle \operatorname {id} _{\mathbb {Z} }G=0}
- {\displaystyle G}가 나눗셈군이 아닐 경우, {\displaystyle \operatorname {id} _{\mathbb {Z} }G=1}

### 범주론적 성질
아벨 군과 군 준동형의 범주 {\displaystyle \operatorname {Ab} }는 대수 구조 다양체의 범주이므로, 완비 범주이자 쌍대 완비 범주이다. 이 경우, 각종 극한과 쌍대극한은 다음과 같다.
| 범주론의 개념 | 아벨 군론의 개념 |
| ------------- | --- |
| 영 대상       | 자명군 {\displaystyle 0} |
| 곱            | 군의 직접곱 {\displaystyle \textstyle \prod _{i\in I}G_{i}}                                                                                    |
| 쌍대곱        | 아벨 군의 직합 {\displaystyle \textstyle \bigoplus _{i\in I}G_{i}}                                                                             |
| 동등자        | 집합과 함수의 범주에서의 동등자 |
| 쌍대동등자    | {\displaystyle \phi ,\chi \colon G\to H}의 쌍대동등자는 {\displaystyle \{\phi (g)-\chi (g)\colon g\in G\}}으로부터 생성되는 부분군에 대한 몫군 |
| 단사 사상     | 단사 함수인 군 준동형 |
| 전사 사상     | 전사 함수인 군 준동형 |
| 군 대상       | 아벨 군 |
| 단사 대상     | 나눗셈군 |
| 사영 대상     | 자유 아벨 군 |

다시 말해, 정수환 위의 단사 가군은 나눗셈군이며, 정수환 위의 사영 가군은 자유 아벨 군이다.
아벨 군의 아벨 범주이며, 따라서 다음 성질들이 성립한다.
- 두 아벨 군 사이의 군 준동형들의 집합은 자연스럽게 아벨 군의 구조를 갖는다. 구체적으로, {\displaystyle \phi ,\chi \colon G\to H}가 주어졌다면 {\displaystyle (\phi +\chi )\colon g\mapsto \phi (g)+\chi (g)}와 같이 정의한다.
- 모든 유한 곱과 유한 쌍대곱이 존재하며, 서로 같다. 이는 직접곱(=아벨 군의 직합)이다.
- 분할 보조정리가 성립한다.

망각 함자
{\displaystyle \operatorname {Ab} \to \operatorname {Set} }
의 왼쪽 수반 함자가 존재하며, 이는 집합을 그 집합으로부터 생성되는 자유 아벨 군에 대응시킨다. 마찬가지로, 포함 함자
{\displaystyle \operatorname {Ab} \to \operatorname {Grp} }
의 왼쪽 수반 함자가 존재하며, 이는 군을 그 아벨화에 대응시킨다.
또한, 아벨 군의 범주에서 유사환의 범주로 가는 충실충만한 함자
{\displaystyle \operatorname {Ab} \to \operatorname {Rng} }
가 존재한다. 이는 아벨 군 {\displaystyle (G,+,0)}를 모든 곱이 0인 유사환 {\displaystyle (G,+,\cdot ,0)}, {\displaystyle g\cdot h=0\forall g,h\in G}으로 대응시킨다.
폰트랴긴 쌍대성에 의하여, 아벨 군의 범주의 반대 범주는 콤팩트 하우스도르프 아벨 위상군과 연속 군 준동형의 범주와 동치이다.
{\displaystyle \operatorname {Ab} ^{\operatorname {op} }\simeq \operatorname {HausCompAb} }
또한, 아벨 유한군의 범주의 반대 범주는 스스로와 동치이다.
{\displaystyle \operatorname {FinAb} ^{\operatorname {op} }\simeq \operatorname {FinAb} }

### 모형 이론적 성질
아벨 군의 모임은 하나의 2항 연산(+)과 하나의 1항 연산(−), 하나의 0항 연산(0)을 갖는 대수 구조 다양체이다. 군의 대수 구조 다양체와 마찬가지로, 아벨 군의 합동 관계는 임의의 부분군에 의하여 정의된다 (아벨 군의 경우 모든 부분군이 정규 부분군이다).

## 분류
아벨 군들은 일차적으로 계수 {\displaystyle \operatorname {rank} G}에 의하여 분류된다. 이는 기수이다.
일반적인 아벨 군은 분류하기 힘들다. 다만, 다음과 같은 부분적인 분류가 존재한다.
- 유한 생성 아벨 군은 완전히 분류되었다. 즉, 모든 유한 생성 아벨 군은 그 계수 및 꼬임 부분군에 의하여 완전히 분류된다.
- 꼬임 부분군이 없는 계수 1의 아벨 군 역시 완전히 분류되었다.
- 나눗셈군 역시 완전히 분류되었다.

### 아벨 유한군의 분류
모든 아벨 유한군은 다음과 같은 형태로 표준적으로 나타낼 수 있으며, 이러한 표현은 유일하다. 이를 소분해(素分解, 영어: prime decomposition)라고 한다.
{\displaystyle G=\bigoplus _{p}\bigoplus _{i=1}^{t_{p}}\mathbb {Z} /p^{n_{p,i}}\qquad (n_{p,1}\geq n_{p,2}\geq \cdots \geq n_{p,t_{p}})}
여기서 {\displaystyle p}는 소수이다.
마찬가지로 아벨 유한군을 다음과 같이 표현할 수도 있으며, 이를 불변 인자 분해(不變因子分解, 영어: invariant factor decomposition)라고 한다.
{\displaystyle \mathbb {Z} /k_{1}\oplus \cdots \oplus \mathbb {Z} /k_{u}}
여기서
{\displaystyle k_{u}\mid k_{u-1}\mid \cdots \mid k_{1}}
이다 ({\displaystyle a\mid b}는 {\displaystyle a}가 {\displaystyle b}의 약수임을 뜻한다).
이 두 분해는 중국인의 나머지 정리를 사용하여 서로 동치임을 보일 수 있다.:78–81 구체적으로,
{\displaystyle k_{1}=\prod _{p}p^{n_{p,1}}}
{\displaystyle k_{2}=\prod _{p}p^{n_{p,2}}}
{\displaystyle \vdots }
와 같다. 여기서, 만약 {\displaystyle i>t_{p}}라면 {\displaystyle n_{p,i}=0}으로 정의한다.
아벨 유한군은 항상 계수가 0이며, 최소 생성 집합의 크기는 {\displaystyle \max _{p}\{t_{p}\}}이다. 즉, 불변 인자 분해에서 항의 수와 같다.

#### 아벨 유한군의 자기 동형
아벨 유한군의 자기 동형군 역시 완전히 알려져 있다.
소분해가 주어진 아벨 {\displaystyle p}-유한군의 자기 동형군의 크기는 다음과 같다.
{\displaystyle \left|\operatorname {Aut} \left(\bigoplus _{i=1}^{t}\mathbb {Z} /p^{n_{i}}\right)\right|=\prod _{k=1}^{t}(p^{t+1-D_{k}}-p^{k-1})\prod _{j=1}^{t}p^{n_{j}(D_{j}-1)}\prod _{i=1}^{t}p^{C_{i}(n_{i}-1)}}
여기서 항상
{\displaystyle n_{1}\geq n_{2}\geq \cdots \geq n_{t}}
이며,
{\displaystyle C_{i}=\max\{j\colon n_{p,i}=n_{p,j}\}}
{\displaystyle D_{i}=\min\{j\colon n_{p,i}=n_{p,j}\}}
이다. 임의의 아벨 유한군
{\displaystyle G=\bigoplus _{p}G_{p}}
의 자기 동형군은
{\displaystyle \operatorname {Aut} (G)=\prod _{p}\operatorname {Aut} (G_{p})}
이다.

### 유한 생성 아벨 군의 분류
모든 유한 생성 아벨 군 {\displaystyle G}는 다음과 같은 형태로 표준적으로 나타낼 수 있으며, 이러한 표현은 유일하다.
{\displaystyle G=\mathbb {Z} ^{n}\oplus \operatorname {Tors} (G)}
여기서 {\displaystyle \operatorname {Tors} (G)}는 아벨 유한군이며, {\displaystyle G}의 꼬임 부분군이라고 한다. 자연수 {\displaystyle n\in \mathbb {N} }은 {\displaystyle G}의 계수와 같다.

### 꼬임 부분군이 없는 계수 1 아벨 군의 분류
꼬임 부분군이 자명군이며, 계수가 1인 아벨 군들은 다음과 같이 완전히 분류된다.
계수가 1인 아벨 군 {\displaystyle G}가 주어졌다고 하자. 임의의 {\displaystyle g\in G} ({\displaystyle g\neq 0})에 대하여, 모든 소수 {\displaystyle p}에 대한 {\displaystyle p}-높이들의 수열
{\displaystyle \operatorname {ht} (g)=(\operatorname {ht} _{2}(g),\operatorname {ht} _{3}(g),\operatorname {ht} _{5}(g),\dots ,\operatorname {ht} _{p}(g),\dots ,)}
을 정의할 수 있다. 임의의 두 원소 {\displaystyle g,h\in G} ({\displaystyle g\neq 0\neq h})에 대하여, 계수가 1이므로 항상
{\displaystyle mg=nh}
인 {\displaystyle m,n\in \mathbb {Z} \setminus \{0\}}이 존재한다 ({\displaystyle \gcd(g,h)=1}). 따라서, 만악 {\displaystyle p}가 {\displaystyle m} 또는 {\displaystyle n}의 소인수가 아니라면, {\displaystyle \operatorname {ht} _{p}(g)=\operatorname {ht} _{p}(h)}가 된다. 즉, {\displaystyle \operatorname {ht} (g)}와 {\displaystyle \operatorname {ht} (h)}는 유한 개의 성분을 제외하고는 서로 일치한다. 이러한 두 {\displaystyle s,t}에 대하여
{\displaystyle s\sim t\iff |\{p\colon s_{p}\neq t_{p}\}|<\aleph _{0}}
와 같이 동치 관계를 정의하면, 동치류 {\displaystyle [\operatorname {ht} (g)]}는 {\displaystyle g\in G}에 상관없이 유일하게 정의된다. 이를 {\displaystyle G}의 형(영어: type) {\displaystyle T(G)}라고 하자.
그렇다면, 꼬임 부분군이 없는 계수 1의 두 아벨 군 {\displaystyle G}, {\displaystyle H}에 대하여 다음 두 조건이 서로 동치이다.
- {\displaystyle G}와 {\displaystyle H}는 서로 동형이다.
- 두 군은 같은 형을 갖는다. 즉, {\displaystyle T(G)=T(H)}이다.

### 고차 계수 아벨 군
계수가 2 이상인 아벨 군의 분류는 사실상 불가능한 것으로 생각된다. 계수가 2 이상인, 꼬임 부분군이 자명한 아벨 군의 분류는 계수 1인 경우와 비교할 때 (어떤 집합론적인 엄밀한 의미에서) 훨씬 더 어렵다.

## 예
흔히 볼 수 있는 아벨 군의 예로는 다음이 있다.
| 기호                                                             | 설명                                                   | 계수                            | 최소 생성 집합의 크기           | 집합의 크기                     |
| ---------------------------------------------------------------- | ------------------------------------------------------ | ------------------------------- | ------------------------------- | ------------------------------- |
| {\displaystyle \mathbb {Z} /n}                                   | 순환군                                                 | 0                               | 1                               | {\displaystyle n}               |
| {\displaystyle \mathbb {Z} /2\times \mathbb {Z} /2}              | 클라인 4원군                                           | 0                               | 2                               | 4                               |
| {\displaystyle \mathbb {Z} }                                     | 무한 순환군                                            | 1                               | 1                               | {\displaystyle \aleph _{0}}     |
| {\displaystyle \mathbb {Q} }                                     | 유리수의 덧셈군                                        | 1                               | {\displaystyle \aleph _{0}}     | {\displaystyle \aleph _{0}}     |
| {\displaystyle \mathbb {Q} ^{n}}                                 | 유클리드 공간의 유리점                                 | {\displaystyle n}               | {\displaystyle \aleph _{0}}     | {\displaystyle \aleph _{0}}     |
| {\displaystyle \mathbb {Q} ^{+}\cong \bigoplus _{p}\mathbb {Z} } | 양의 유리수의 곱셈군(=가산 개의 생성원의 자유 아벨 군) | {\displaystyle \aleph _{0}}     | {\displaystyle \aleph _{0}}     | {\displaystyle \aleph _{0}}     |
| {\displaystyle (\mathbb {Z} /2)^{\oplus \aleph _{0}}}            | 2차 순환군의 가산 무한 직합                            | 0                               | {\displaystyle \aleph _{0}}     | {\displaystyle \aleph _{0}}     |
| {\displaystyle \mathbb {R} }                                     | 실수의 덧셈군                                          | {\displaystyle 2^{\aleph _{0}}} | {\displaystyle 2^{\aleph _{0}}} | {\displaystyle 2^{\aleph _{0}}} |
| {\displaystyle \mathbb {R} ^{n}}                                 | 유클리드 공간                                          | {\displaystyle 2^{\aleph _{0}}} | {\displaystyle 2^{\aleph _{0}}} | {\displaystyle 2^{\aleph _{0}}} |

## 역사
역사적으로, 군론은 고차 방정식의 해법 가능성 여부에 대한 갈루아 이론으로부터 출발하였다. 이를 연구하던 닐스 헨리크 아벨은 어떤 다항식의 분해체의 갈루아 군이 아벨 군일 경우, 다항식의 해를 거듭제곱근만으로 나타낼 수 있음을 보였다. (이후 에바리스트 갈루아는 사실 갈루아 군이 가해군임이 족함을 보였다. 아벨 군은 가해군의 특수한 경우이다.)
아벨의 업적을 기리기 위하여, 카미유 조르당이 이 개념을 "아벨 군"이라고 명명하였다.

## 참고 문헌
1. ↑  Hungerford, Thomas W. (1989). 《Algebra》 (영어) 5판. Springer. ISBN 978-0-387-90518-1.
2. ↑  Hillar, Christopher J. (2007년 12월). “Automorphisms of finite Abelian groups”. 《The American Mathematical Monthly》 (영어) 114 (10): 917–923. arXiv:math/0605185. Bibcode:2006math......5185H. ISSN 0002-9890. JSTOR 27642365.
3. ↑  Griffith, Phillip A. (1970). 《Infinite Abelian group theory》. Chicago Lectures in Mathematics (영어). University of Chicago Press. ISBN 0-226-30870-7.
4. ↑  Thomas, Simon (2003년 1월). “The classification problem for torsion-free abelian groups of finite rank”. 《Journal of the American Mathematical Society》 (영어) 16 (1): 233–258. doi:10.1090/S0894-0347-02-00409-5. ISSN 0894-0347. MR 1937205.

- Dummit, David S.; Richard M. Foote (2004). 《Abstract algebra》 (영어) 3판. Wiley. ISBN 978-0-471-43334-7. MR 2286236. OCLC 248917264. Zbl 1037.00003.
- Rotman, Joseph (1994). 《An introduction to the theory of groups》. Graduate Texts in Mathematics (영어) 148 4판. Springer. doi:10.1007/978-1-4612-4176-8. ISBN 978-1-4612-8686-8. ISSN 0072-5285. Zbl 0810.20001.
- Fuchs, László (1970). 《Infinite Abelian groups. Volume I》. Pure and Applied Mathematics (영어) 36–I. Academic Press. MR 0255673.
- Fuchs, László (1973). 《Infinite Abelian groups. Volume II》. Pure and Applied Mathematics (영어). 36-II. Academic Press. MR 0349869.
- Norman, Christopher (2012). 《Finitely generated Abelian groups and similarity of matrices over a field》. Springer Undergraduate Mathematics Series (영어). doi:10.1007/978-1-4471-2730-7. ISBN 978-1-4471-2729-1. ISSN 1615-2085.

## 같이 보기
- 리 군
- 아벨 범주
- 가해군
- 가군
- 유체론
- 자유 아벨 군